# Calliandra calycina
Calliandra calycina är en ärtväxtart som beskrevs av George Bentham. Calliandra calycina ingår i släktet Calliandra och familjen ärtväxter. Inga underarter finns listade i Catalogue of Life.